# Счётчик Гейгера

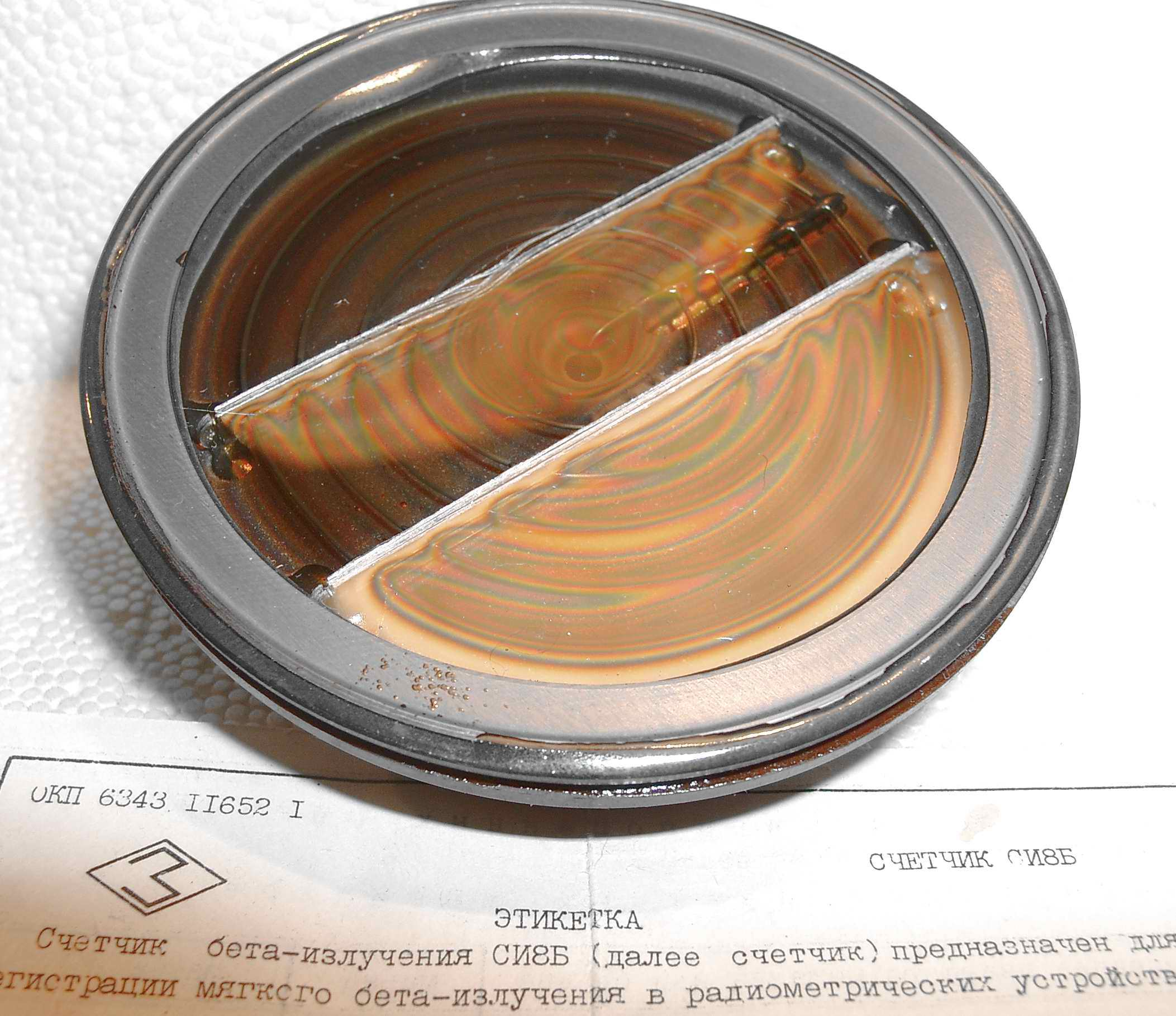
Счётчик Гейгера СИ-8Б (СССР) со слюдяным окошком для измерения мягкого β-излучения. Окно прозрачно, под ним можно видеть спиральный проволочный электрод, другим электродом является корпус прибора

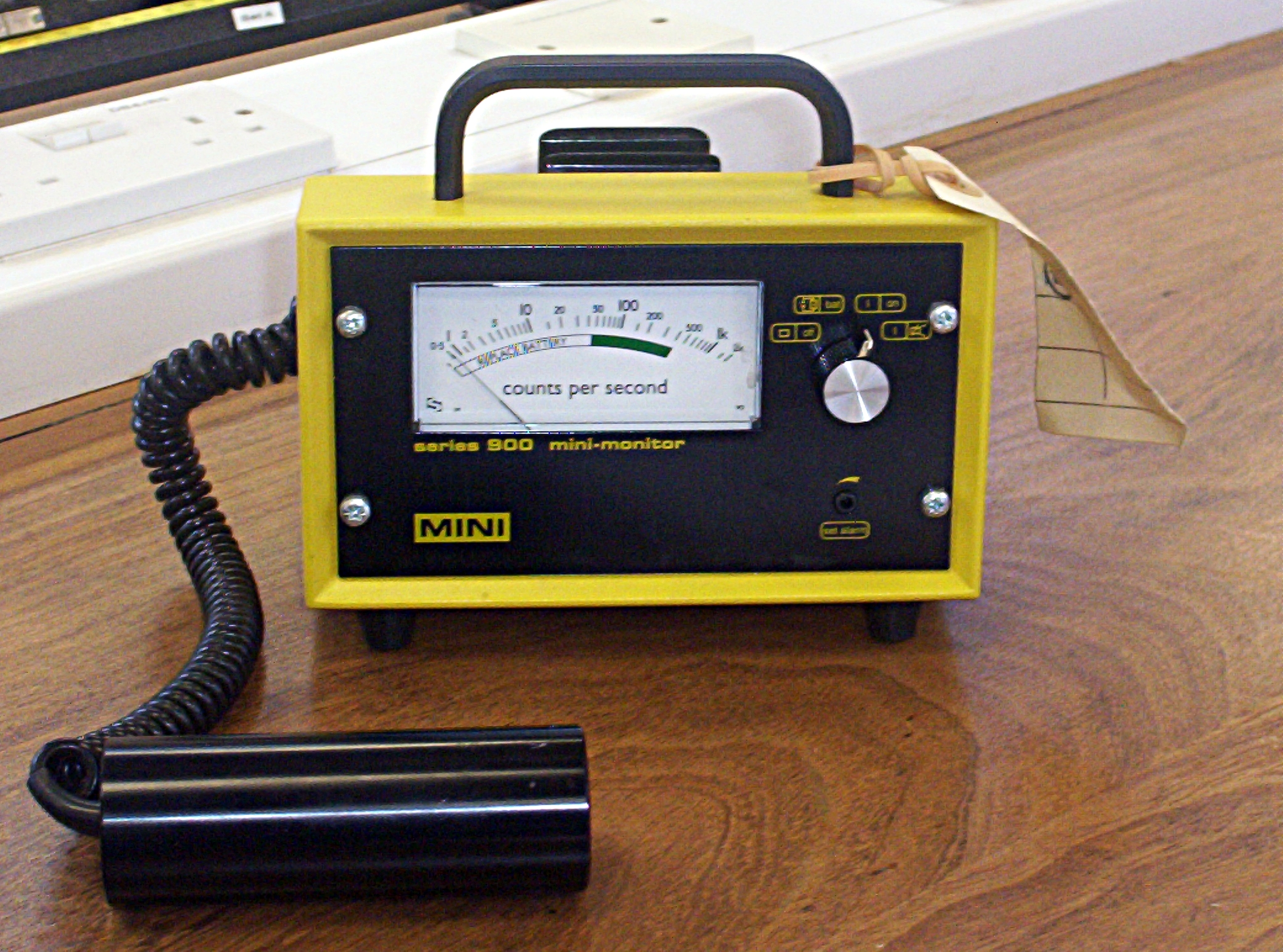
Радиометр, чувствительный элемент — счётчик Гейгера — расположен в выносном блоке на переднем плане

Счётчик Ге́йгера, счётчик Ге́йгера — Мю́ллера — газоразрядный прибор для автоматического подсчёта числа попавших в него ионизирующих частиц.

## История
Принцип предложен в 1908 году Хансом Гейгером; в 1928 Вальтер Мюллер, работая под руководством Гейгера, реализовал на практике несколько версий прибора, конструктивно отличающихся в зависимости от типа излучения, которое регистрировал счётчик.

## Устройство
Представляет собой газонаполненный конденсатор, который пробивается при пролёте ионизирующей частицы через объём газа. Дополнительная электронная схема обеспечивает счётчик питанием (как правило, не менее 300 В). При необходимости обеспечивает гашение разряда и подсчитывает количество разрядов через счётчик.
Счётчики Гейгера разделяются на несамогасящиеся и самогасящиеся (не требующие внешней схемы прекращения разряда).
В бытовых дозиметрах и радиометрах производства СССР и России обычно применяются счётчики с рабочим напряжением 390 В:
- «СБМ-20» или «СТС-5» (по размерам — чуть толще карандаша), «СБМ-21» (как сигаретный фильтр, оба со стальным корпусом, пригодный для жёсткого β- и γ-излучений). Похожий по размеру и параметрам на СБМ-20 - СИ-19Г.
- «СИ-8Б» (со слюдяным окном в корпусе, пригоден для измерения мягкого β-излучения).
- «СБТ-10», со слюдяным окном в торце, чувствительный к мягкому бета-излучению, но, например, никель-63 "не видит". Очень схожий, но с уменьшенной площадью слюдяного окна, счётчик, называется СБТ-11
- СБТ-9, похож на половинку от СИ-19Г, но имеет очень маленькое и очень тонкое слюдяное окно в торце, что позволяет с определённым успехом регистрировать даже альфа-излучение.
- СИ-3БГ - с очень большим пределом измерения, до 200 р/ч, практически непригоден для измерения бета-излучения, практически всегда применяется только в приборах военного назначения

Широкое применение счётчика Гейгера — Мюллера объясняется высокой чувствительностью, возможностью регистрировать разного рода излучения, сравнительной простотой и дешевизной установки.
Счётчики на низкоэнергетическое рентгеновское излучение обладают бериллиевым окном.

## Принцип работы

Схема счётчика Гейгера и его подключение

Цилиндрический счётчик Гейгера — Мюллера состоит из металлической трубки или металлизированной изнутри стеклянной трубки и тонкой металлической нити, натянутой по оси цилиндра. Нить служит анодом, трубка — катодом. Трубка заполняется разреженным газом, в большинстве случаев используют благородные газы — аргон и неон. Между катодом и анодом создаётся напряжение от сотен до тысяч вольт в зависимости от геометрических размеров, материала электродов и газовой среды внутри счётчика. В большинстве случаев широко распространённые отечественные счётчики Гейгера, требуют напряжения 400 В.
Работа счётчика основана на ударной ионизации. Гамма-кванты, испускаемые радиоактивным изотопом, попадая на стенки счётчика, выбивают из них электроны. Электроны, двигаясь в газе и сталкиваясь с атомами газа, выбивают из атомов электроны и создают положительные ионы и свободные электроны. Электрическое поле между катодом и анодом ускоряет электроны до энергий, при которых начинается ударная ионизация. Возникает лавина ионов, приводящая к размножению первичных носителей. При достаточно большой напряжённости поля энергии этих ионов становится достаточной, чтобы порождать вторичные лавины, способные поддерживать самостоятельный разряд, в результате чего ток через счётчик резко возрастает. Этим счётчик Гейгера отличается от пропорционального счётчика, где напряжённость поля недостаточна для возникновения вторичных лавин, и разряд прекращается после пролёта первичной лавины. При этом на сопротивлении R образуется импульс напряжения, который подаётся в регистрирующее устройство. Чтобы счётчик смог регистрировать следующую попавшую в него частицу, лавинный разряд нужно погасить. Это происходит автоматически. В момент появления импульса тока на сопротивлении R возникает большое падение напряжения, поэтому напряжение между анодом и катодом резко уменьшается — настолько, что разряд прекращается, и счётчик снова готов к работе. Для ускорения гашения могут использоваться специальные схемы, принудительно снижающие напряжение на счётчике, что позволяет также уменьшить анодное сопротивление и увеличить уровень сигнала. Однако чаще в газовую смесь в счётчике добавляют немного галогена (брома или иода) или органического соединения с относительно большой молекулярной массой (обычно какого-либо спирта) — эти молекулы взаимодействуют с положительными ионами, давая в результате ионы с большей массой и меньшей подвижностью. Кроме того, они интенсивно поглощают ультрафиолетовое излучение разряда — эти два фактора приводят к быстрому и самопроизвольному гашению разряда даже с небольшим анодным сопротивлением. Такие счётчики называются самогасящимися. В случае применения в качестве гасящей добавки спирта при каждом импульсе некоторое его количество разрушается, поэтому гасящая добавка расходуется и счётчик имеет определённый (хоть и достаточно большой) ресурс по количеству зарегистрированных частиц. При его исчерпании счётчик начинает «гореть» — начинает самопроизвольно возрастать скорость счёта даже в отсутствие облучения, а затем в счётчике возникает непрерывный разряд. В галогенных счётчиках распавшиеся молекулы галогена вновь соединяются, поэтому их ресурс значительно больше (1010 импульсов и выше).
Счётная характеристика (зависимость скорости счёта от напряжения на счётчике) имеет хорошо выраженное плато, в пределах которого скорость счёта очень слабо зависит от напряжения на счётчике. Протяжённость такого плато достигает для низковольтных счётчиков 80—100 В, а для высоковольтных — нескольких сотен вольт.
Длительность сигнала со счётчика Гейгера сравнительно велика (≈10−4 с). Именно такое время требуется, чтобы медленные положительные ионы, заполнившие пространство вблизи нити-анода после пролёта частицы и прохождения электронной лавины, ушли к катоду и восстановилась чувствительность детектора.
Важной характеристикой счётчика является его эффективность. Не все γ-фотоны, попавшие на счётчик, дадут вторичные электроны и будут зарегистрированы, так как акты взаимодействия γ-лучей с веществом сравнительно редки, и часть вторичных электронов поглощается в стенках прибора, не достигнув газового объёма.
Эффективность регистрации частиц счётчиком Гейгера различна в зависимости от их природы. Заряженные частицы (например, альфа- и бета-лучи) вызывают разряд в счётчике почти всегда, однако часть их теряется в материале стенок счётчика. Особенно это актуально для альфа-частиц и мягкого бета-излучения. Для их регистрации в счётчике делают тонкое (2—7 мкм для регистрации альфа-излучения и 10—15 мкм для мягкого бета-излучения) окно из слюды, алюминиевой или бериллиевой фольги или полимерной плёнки.
Эффективность счётчика для рентгеновского и гамма-излучения зависит от толщины стенок счётчика, их материала и энергии излучения. Так как γ-излучение слабо взаимодействует с веществом, то обычно эффективность γ-счётчиков мала и составляет всего 1—2 %. Наибольшей эффективностью обладают счётчики, стенки которых сделаны из материала с большим атомным номером Z, так как при этом увеличивается образование вторичных электронов. Кроме того, стенки счётчика должны быть достаточно толстыми. Толщина стенки счётчика выбирается из условия её равенства длине свободного пробега вторичных электронов в материале стенки. При большой толщине стенки вторичные электроны не пройдут в рабочий объём счётчика, и возникновения импульса тока не произойдёт. Это приводит к характерной зависимости скорости счёта от энергии гамма-кванта (так называемый «ход с жёсткостью») с явно выраженным максимумом, который у большинства счётчиков Гейгера расположен в области мягкого гамма-излучения. При использовании счётчиков Гейгера в дозиметрической аппаратуре «ход с жёсткостью» частично исправляют с помощью дополнительного экрана (например, стального или свинцового), который поглощает мягкое гамма-излучение вблизи максимума чувствительности и вместе с тем несколько повышает эффективность регистрации жёстких гамма-квантов из-за генерации вторичных электронов и комптоновского излучения в материале экрана. В результате этого зависимость скорости счёта от мощности дозы в значительной степени выравнивается. Этот экран часто делают съёмным для возможности раздельного определения бета- и гамма-излучения. Напротив, для регистрации рентгеновского излучения применяют счётчики с тонким окном, наподобие используемого в детекторах для альфа- и мягкого бета-излучения.
Нейтроны напрямую газоразрядными счётчиками не детектируются. Использование в качестве газовой среды гелия-3 или трифторида бора либо введение бора в состав материала стенок позволяет регистрировать нейтроны по заряженным продуктам ядерных реакций.
Помимо низкой и сильно зависящей от энергии эффективности, недостатком счётчика Гейгера — Мюллера является то, что он не даёт возможность идентифицировать частицы и определять их энергию. Эти недостатки отсутствуют в сцинтилляционных счётчиках.
При измерении слабых потоков ионизирующего излучения счётчиком Гейгера необходимо учитывать его собственный фон. Даже в толстой свинцовой защите от ионизирующего излучения скорость счёта никогда не становится равной нулю. Одной из причин этой спонтанной активности счётчика является жёсткая компонента космического излучения, проникающая без существенного ослабления даже через десятки сантиметров свинца и состоящая в основном из мюонов. Через каждый квадратный сантиметр у поверхности Земли пролетает в среднем около 1 мюона в минуту, при этом эффективность регистрации их счётчиком Гейгера практически равна 100 %. Другой источник фона — это радиоактивное «загрязнение» материалов самого счётчика. Кроме того, значительный вклад в собственный фон даёт спонтанная эмиссия электронов из катода счётчика.

## Примечание
| Русский         | English        |
| --------------- | -------------- |
| счётчик Гейгера | Geiger sensor  |
| трубка Гейгера  | Geiger tube    |
| радиометр       | Geiger counter |
| дозиметр        | dosimeter      |

По историческим причинам сложилось несоответствие между русским и английским вариантами этого и последующих терминов в таблице.